# Konfessionálna škola
Konfessionálna škola szlovák nyelven megjelenő pedagógiai, irodalmi és művészeti lap volt a Magyar Királyságban. Nagyszombatban adták ki 1871 és 1873 között, általában kéthetente vagy havonta. Ezen időszakban összesen 22 lapszáma jelent meg. 1874-től Katolícka škola (magyarul Katolikus iskola) lapcímmel adták ki.